# المحلة (قارة)

تعديل مصدري - تعديل

المحلة هي إحدى قرى عزلة قارة بمديرية قارة التابعة لمحافظة حجة، بلغ تعداد سكانها 286 نسمة حسب تعداد اليمن لعام 2004.